# Aryness Joy Wickens
Aryness Joy Wickens (Bellingham, 5 de gener de 1901 – Jackson, 2 de febrer de 1991) fou una estadística i economista estatunidenca que va exercir com a comissari en funcions del Bureau of Labor Statistics dels Estats Units i com a presidenta de l'American Statistical Association i que va ajudar a desenvolupar l'índex de preus al consum dels Estats Units.

## Educació i carrera
Va estudiar a la Universitat de Washington, es va graduar a Phi Beta Kappa i va obtenir un màster en economia a la Universitat de Chicago.
Després d'ensenyar economia al Mount Holyoke College from 1924 to 1928, es va traslladar a Washington, DC per treballar a la Junta de la Reserva Federal.Allà, el seu treball incloïa la mesura de la producció industrial. També va treballar per a una precursora de l'Oficina de Gestió i Pressupost a principis dels anys trenta.
Es va incorporar al Bureau of Labor Statistics (BLS) el 1933. Al principi va formar part d'un comitè assessor de l'American Statistical Association al programa i després va treballar com a assistent del comissari de l'oficina.El seu treball en aquell moment implicava la investigació de pràctiques empresarials monopolistes. Va ser ascendida a cap de sucursal al BLS el 1940, dirigint un grup que estudiava els preus i el cost de la vida. Més tard, Joy es va convertir en ajudant i comissari adjunt de l'oficina. Durant aquest temps, també va representar els EUA com a assessora a les Nacions Unides i a conferències internacionals.El 1961 es va convertir en assessora econòmica de la secretaria de Treball. Es va retirar a principis de la dècada de 1970, però va tornar a treballar a la Commission on Federal Paperwork com a directora d'estudis estadístics.
Al Bureau of Labor Statistics, Joy va exercir com a comissària en funcions el 1946,i de nou el 1954–1955. En el seu segon mandat com a comissària en funcions, el seu salari de 13.500 dòlars la va convertir en funcionària federal més ben pagada.

## Altres activitats
El 1935, Joy va ser considerada com una de les diverses candidatures a ser la presidenta de Mount Holyoke College, continuant amb una tradició de lideratge femení en aquesta escola. No obstant això, de manera controvertida, els síndics van seleccionar Roswell G. Ham per a ser-ne la presidenta.
El 1952 es va convertir en la presidenta de l'American Statistical Association.

## Guardons i reconeixement
Joy va ser elegida fellow de l'American Statistical Association el 1937, la segona dona (després de Kate Claghorn) a ser honrada amb aquesta distinció.
El 1960 va ser una de les destinatàries del Premi Federal de la Dona de la Comissió de Funció Pública dels Estats Units.

## Vida personal
Joy es va casar amb David L. Wickens, economista, tinent coronel de la Força Aèria dels Estats Units, ranxer i membre del Senat de Dakota del Sud,el 29 de juny de 1935. El seu marit va morir el 1970. Després de retirar-se, es va traslladar a Mississipi el 1986.